# Pietro de’ Rossi

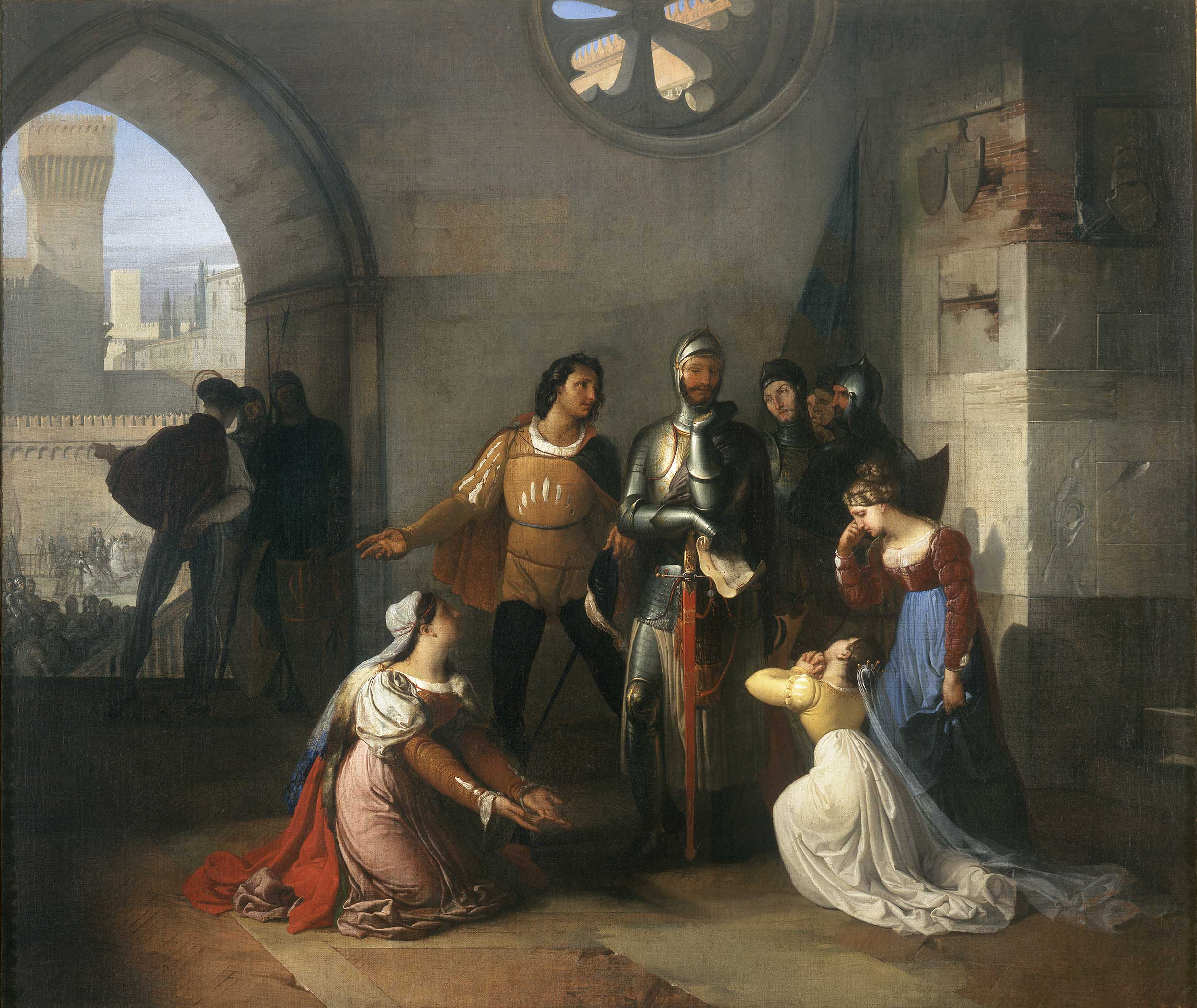
Pietro Rossi prigioniero degli Scaligeri, Francesco Hayez, um 1820.

Wappen der Rossis von Parma.

Pietro de’ Rossi (* 1303; † 8. August 1337 in Monselice) war ein italienischer Condottiere und Herr von Parma.

## Biografie
Der Sohn von Guglielmo de’ Rossi und Donella da Carrara aus Padua wurde 1303 geboren und begann vermutlich 1326 mit dem Kriegshandwerk.
1328 bekleidete er in Padua das Amt des Bürgermeisters. 1336 traf er in Brescia König Johann von Böhmen und schwor ihm die Treue, wodurch er die Herrschaft über Parma erlangte. 1332 war er in Diensten der Stadt Lucca gegen die Florentiner. Er kämpfte an der Seite von Kaiser Karl IV. gegen die Lega di Castelbaldo und der Kaiser ließ ihm Lucca als Vikariat. Dort wurde er 1334 von den Scaligern angegriffen und war zur Flucht gezwungen.
1336 stellte ihn der Doge von Venedig, Francesco Dandolo, zusammen mit seinen Brüdern Rolando und Marsilio ein; letzteren machte er zum Kommandanten der Anti-Scaliger-Liga. Die De’ Rossis eroberten das Castello delle Saline in Chioggia, das sie am 22. November 1336 bis auf die Grundmauern zerstörten. Am 3. August 1137 ergab sich Padua den De’ Rossis dank Marsilio da Carrara, dem Herrn der Stadt und Onkel der Condottiere-Brüder. Während der Belagerung wurde Alberto II. della Scala gefangen genommen und nach Venedig ins Gefängnis gebracht.
Am 8. August 1337 fand Pietro den Tod, als er während der Belagerung von Monselice, das von Pietro dal Verme verteidigt wurde, von einer Lanze durchbohrt wurde. Er wurde in der Jakobskapelle der Antoniusbasilika in Padua bestattet.
Pietro wurde von Francesco Hayez auf einem Gemälde namens Pietro Rossi prigioniero degli Scaligeri (dt.: Pietro de’ Rossi, von den Scaligern gefangen) abgebildet, das auf um das Jahr 1820 datiert wird, auf dem De’ Rossi, der die Burg von Pontremoli belagern wollte, von Botschaftern des Dogen Francesco Dandolo begleitet wird, die ihm die Einladung des Dogen überreichen, das Kommando der Truppen der Serenissima im Kampf gegen die Della Scalas zu übernehmen.

## Verwandte
Pietro heiratete 1328 Ginella Fischi aus Calestano und die beiden hatten sechs Kinder:
- Luchina
- Teodora
- Fresca
- Isabella
- Bernardo, Ritter
- Luigia